# Butterflies (песня Туне Дамли)
Butterflies (рус. Бабочки) -  песня норвежской певицы Туне Дамли из третьего студийного альбома I Know (2009), выпущенная в Норвегии 09 января 2009 года. С этой песней Туне Дамли участвовала в национальном отборе на Евровидение-2009, заняв второе место после Александра Рыбака. Песня содержит элементы композиции Walking On Broken Glass Энии Леннокс и поднялась в норвежском чарте синглов до 2-й позиции.

## Список композиций
Цифровая дистрибуция
| №  | Название      | Автор(ы)                                                          | {{{extra_column}}} | Длительность |
| -- | ------------- | ----------------------------------------------------------------- | ------------------ | ------------ |
| 1. | «Butterflies» | David Eriksen, Billy Burnette, Tone Damli Aaberge, Mats Lie Skåre | David Eriksen      | 3:04         |

## Позиции в чартах
| Чарт (2009)            | Пик |
| ---------------------- | --- |
| Norwegian Albums Chart | 2   |

## История релизов
| Страна   | Дата выпуска   | Форматы              | Лейбл           |
| -------- | -------------- | -------------------- | --------------- |
| Норвегия | 09 января 2009 | Цифровая дистрибуция | Eccentric Music |

1. http://www.norwegiancharts.com/showitem.asp?interpret=Tone+Damli+Aaberge&titel=Butterflies&cat=s
2. https://itunes.apple.com/no/album/butterflies-single/id300971235
3. http://www.discogs.com/Tone-Damli-Aaberge-Butterflies/release/5368928